# Saint-Priest, Creuse
Saint-Priest este o comună în departamentul Creuse din centrul Franței. În 2009 avea o populație de 168 de locuitori.

## Evoluția populației
| An        | 1975 | 1982 | 1990 | 1999 | 2006 | 2009 |
| --------- | ---- | ---- | ---- | ---- | ---- | ---- |
| Populație | 311  | 258  | 230  | 192  | 177  | 168  |